# Kunigiszki
Kunigiszki – dawny zaścianek. Tereny, na których był położony, leżą obecnie na Białorusi, w obwodzie witebskim, w rejonie postawskim, w sielsowiecie Komaje.

## Historia
W czasach zaborów wieś włościańska w gminie Komaje, w powiecie święciańskim Imperium Rosyjskiego. W 1866 roku miała 81 mieszkańców w 9 domach. W 1905 roku liczył 32 mieszkańców, 132 dziesięciny.
W dwudziestoleciu międzywojennym zaścianek leżał w Polsce, w województwie wileńskim, w powiecie postawskim, w gminie Komaje.
W 1931 w 9 domach zamieszkiwało 45 osób.
Miejscowość należała do parafii prawosławnej w Komajach. Podlegała pod Sąd Grodzki w Hoduciszkach i Okręgowy w Wilnie; właściwy urząd pocztowy mieścił się w Komajach.